# Ambahona fusconebulalis
Ambahona fusconebulalis är en fjärilsart som beskrevs av Antoine Fortuné Marion 1954. Ambahona fusconebulalis ingår i släktet Ambahona och familjen Crambidae. Inga underarter finns listade i Catalogue of Life.